# ضريح الملك ماسينيسا
ضريح ماسينيسا هو معلم تاريخي لا يزال شاهدا على الملك النوميدي ماسينيسا يسمى بضريح صومعة الخروب أو الضريح الملكي النوميدي بالخروب، هو نصب تذكاري من العهد النوميدي يقع في الخروب بولاية قسنطينة المعروفة سابقًا باسم سيرتا, كان ضريح نوميديا الملكي مدرجًا على قائمة اليونسكو للتراث العالمي المؤقت منذ عام 2002 تحت عنوان "الأضرحة الملكية في نوميديا وموريتانيا والآثار الجنائزية قبل الإسلام".

## التاريخ
وفقًا لوثيقة من متحف سيرتا الوطني فإن الحفريات التي قام بها علماء الآثار الفرنسيون بين عامي 1915 و 1916 تثير احتمال أن تكون حجارة الضريح من الطراز الهيليني التي استوردها العمال اليونانيون الذين عملو تحت يد ملوك نوميديا خاصة ماسينيسا وابنه الأكبر ميكيبسا المعروفان لتحمسهما بالفن الهيليني القديم.

## وصف
تم بناء هذا النصب من كتل حجرية مقطوعة بتناسق حيث لها شكل مكعب في قاعدة الضريح مع درعين يرمزان إلى رتبة الأغليد، بالإضافة إلى باب مزيف محفور في الصخر ربما لابعاد اللصوص. كان للمقبرة الملكية ذات مرة عمود على شكل مسلة بطراز الأعمدة اليونانية الكلاسيكية والتي دمرها زلزال قبل عدة قرون. هناك حجارة صفراء ربما تكون بقايا لهاذا العمود لا تزال متناثرة على الأرض في المنطقة المجاورة مباشرة للقبر الملكي، وقد أكسبت النصب الاسم الشائع "سماء الخروب" (مئذنة) لشكلها.

## الموقع
وضع هذا الضريح على بعد 16 كلم عن سيرتا (قسنطينة حاليا) و 4 كلم شمال شرق مدينة الخروب بمفترق طرق كانت تربط حسب وثيقة أرشيفية سيرتا القديمة عاصمة مملكة نوميديا بكل من تيفست (تبسة) وكالما (قالمة) وستيفيس (سطيف).